# Akiane Kramarik
Akiane Kramarik (ur. 9 lipca 1994 w Mount Morris, Illinois, USA) – amerykańska poetka i malarka.

## Życiorys
Akiane Kramarik urodziła się w Mount Morris, w stanie Illinois, jej matka jest Litwinką, a jej ojciec Amerykaninem. Dziewczyna jest cudownym dzieckiem.
Akiane jest przede wszystkim malarzem samoukiem. Uważa ona, iż Bóg ją prowadzi, co z początku było wielkim zaskoczeniem dla jej rodziny, która nie była religijna, a więź z Panem Bogiem uzyskała dzięki Akiane. Akiane zaczęła rysować w wieku czterech lat, malować w wieku 6 lat, a pisać wiersze w wieku siedmiu lat. Swój pierwszy autoportret sprzedała za 10 000 dolarów. Znaczna część pieniędzy ze sprzedaży jest przekazywana przez Akiane na rzecz organizacji charytatywnych.
Według Kramarik, jej sztuka jest inspirowana wizjami nieba i osobistym połączeniem się z Bogiem. Sztuka Kramarik jest połączeniem realizmu, ekspresjonizmu i sztuki religijnej. Na jej obrazach pojawiają się często dzieci z różnych kultur świata. One są szczególnie ważne dla jej duchowej misji.
W wieku 10 lat dziewczyna pojawiła się w The Oprah Winfrey Show, natomiast w CNN wystąpiła w wieku 12 lat.